# Wladislaw Wladimirowitsch Borissow
Wladislaw Wladimirowitsch Borissow (russisch Владислав Владимирович Борисов; * 5. September 1978 in Narjan-Mar) ist ein russischer Radrennfahrer.
Wladislaw Borissow wurde 1996 in bei den Bahnweltmeisterschaften der Junioren im Punktefahren. Drei Jahre später gewann er bei der Bahnweltmeisterschaften mit der russischen Nationalmannschaft in der Mannschaftsverfolgung der Elite-Klasse die Bronzemedaille. Im selben Jahr war er auch auf einem Teilstück der Vuelta al Táchira erfolgreich. Im Jahr 2001 gewann er eine Etappe bei der Polen-Rundfahrt. 2005 siegte er bei Etappen der  Five Rings of Moscow, der Tour of Qinghai Lake und bei Paris–Corrèze. Seit 2007 wurde er Russischer Meister im Straßenrennen. Sein letzter internationaler Erfolg war der Sieg bei Challenge du Prince 2011.

## Erfolge
1997
- Vuelta a Madrid

1999
- eine Etappe Vuelta al Táchira

2001
- eine Etappe Polen-Rundfahrt

2002
- Kettler Classic

2005
- eine Etappe Five Rings of Moscow
- eine Etappe Tour of Qinghai Lake
- eine Etappe Paris–Corrèze

2007
- Russischer Meister – Straßenrennen

2009
- Mannschaftszeitfahren Univest Grand Prix

2011
- Challenge du Prince

## Teams
- 1998 Lokosphinx
- 2001 Itera
- 2005 Omnibike Dynamo Moscow
- 2006 Omnibike Dynamo Moscow
- 2007 Universal Caffè-Ecopetrol
- 2008 CK Windoor’s Příbram (15.06. bis 15.08.)
- 2008 Amore & Vita-McDonald’s (ab 15.08.)
- 2009 Amore & Vita-McDonald’s
- 2010 Amore & Vita-Conad
- 2011 Amore & Vita